# Liste von Musiklabels/N

## N
| Name Musiklabel                   | Land                            | Sitz                 | Gründer                                                                      | Jahr-Von            | Jahr-Bis     | Labelcode | Website | Mutterlabel                                                     | Details |
| --------------------------------- | ------------------------------- | -------------------- | ---------------------------------------------------------------------------- | ------------------- | ------------ | --------- | ------- | --------------------------------------------------------------- | --- |
| N-Coded Music                     | Vereinigte Staaten              |                      | Dave Grusin, Larry Rosen, Phil Ramone                                        | 1997                |              |           |         |                                                                 | |
| Nabel Records                     | Deutschland                     | Aachen               | Rainer Wiedensohler                                                          | 1980                |              |           | Website |                                                                 | |
| Na klar!                          | Deutschland                     |                      | Helmuth Rüßmann                                                              | 1995                |              | LC 13962  |         |                                                                 | |
| Nacional Records                  | Vereinigte Staaten              |                      | Tomas Cookman                                                                | 2005                |              |           |         |                                                                 | |
| Nagel-Heyer Records               | Deutschland                     |                      | Frank, Hans und Sabine Nagel-Heyer                                           | 1992                |              |           |         |                                                                 | |
| Naked Music                       | Vereinigte Staaten              |                      | Dave Boonshoft und Jay Denes                                                 | 1992                |              |           |         |                                                                 | |
| Naked Records                     | Vereinigtes Königreich          |                      | Nick Thorp und Migi Drummond                                                 | 1995                | 1996         |           |         |                                                                 | |
| Napalm Records                    | Österreich                      |                      | Markus Riedler                                                               | 1992                |              |           |         |                                                                 | |
| Nappy Boy                         | Vereinigte Staaten              |                      | T-Pain                                                                       | 2006                |              |           |         |                                                                 | |
| Narada Productions                | Vereinigte Staaten              |                      |                                                                              | 1983                |              |           |         | The Blue Note Label Group                                       | |
| Nardis Records                    | Vereinigte Staaten              |                      | Ben Sidran, Leo Sidran                                                       | 2003                |              |           |         |                                                                 | |
| Narita Records                    | Vereinigte Staaten              |                      | Gabe Koch                                                                    | 2000                | 2007         |           |         |                                                                 | |
| Narnack Records                   | Vereinigte Staaten              |                      | Shahin Ewalt                                                                 | 2002                |              |           |         |                                                                 | |
| Nasty Vinyl                       | Deutschland                     |                      | Horst Barthel und Michael Krapf                                              | 1991                |              |           |         |                                                                 | Seit 2005 wird Nasty Vinyl von Höhnie Records weitergeführt |
| Nation Music                      | Schweiz                         |                      |                                                                              | 2004                | 2017         |           |         |                                                                 | |
| Nation Records                    | Vereinigtes Königreich          |                      | Kath Canoville und Aki Nawaz                                                 | 1988                |              |           |         |                                                                 | |
| National Music Lovers Records     | Vereinigte Staaten              |                      |                                                                              | 1920                | 1928         |           |         |                                                                 | |
| National Recording Corporation    | Vereinigte Staaten              |                      | Bill Lowery und Boots Woodall                                                | 1958                |              |           |         |                                                                 | |
| National Records                  | Vereinigte Staaten              |                      | Albert Green                                                                 | 1945                | 1951         |           |         |                                                                 | |
| Native Language Music             | Vereinigte Staaten              |                      | Theo Bishop und Joe Sherbanee                                                | 1996                |              |           |         |                                                                 | |
| Native Records                    | Vereinigtes Königreich          |                      | Kevin Donoghue                                                               | 1985                |              |           |         |                                                                 | |
| Natives                           | Frankreich                      |                      |                                                                              | 1996                |              |           |         |                                                                 | |
| Naturmacht Productions            | Deutschland                     | Freital              |                                                                              | 2009                |              |           |         |                                                                 | |
| Naxos (Label)                     | Hongkong                        |                      | Klaus Heymann                                                                | 1987                |              |           |         |                                                                 | |
| Naxos World                       | Hongkong                        |                      | Klaus Heymann                                                                | 1987                |              |           |         |                                                                 | |
| Neat Records                      | Vereinigtes Königreich          |                      | David Wood                                                                   | 1979                |              |           |         |                                                                 | Wurde 1995 an Sanctuary Records verkauft |
| Nebula Records                    | Vereinigte Staaten              |                      | Scott Campbell                                                               | 1973                |              |           |         |                                                                 | |
| Nebular Winter Productions        | Griechenland                    |                      |                                                                              | 2013                |              |           |         |                                                                 | |
| Necropolis Records                | Vereinigte Staaten              |                      | Paul „Typhon“ Thind                                                          | 1993                |              |           |         |                                                                 | |
| Nega Network                      | Südkorea                        | Seoul                | Yoon Il-sang, Lance Yoon-suk Choi und Jo Young-chul                          | 2003                |              |           |         |                                                                 | |
| Neighborhood Records              | Vereinigte Staaten              |                      | Melanie Safka und Peter Schekeryk                                            | 1971                | 1975         |           |         |                                                                 | |
| Nein Records                      | Vereinigte Staaten              | San Diego            | Roberto Rojas                                                                | 2003                |              |           |         |                                                                 | |
| Nemesis Records                   | Vereinigte Staaten              | Long Beach           | „Big“ Frank Harrison                                                         | 1988                | 1993         |           |         |                                                                 | |
| NEMS Enterprises                  | Argentinien                     |                      | Marcelo Cabuli                                                               | 1987                |              |           |         |                                                                 | |
| Neon Gold Records                 | Vereinigte Staaten              | New York City        | Derek Davies und Lizzy Plapinger                                             | 2008                |              |           |         |                                                                 | |
| Neos Music                        | Deutschland                     | München              | Wulf Weinmann                                                                | 2007                |              |           | Website |                                                                 | |
| Neptune Records                   | Vereinigte Staaten              | Philadelphia         | Kenny Gamble und Leon Huff                                                   | 1969                | Erloschen    |           |         |                                                                 | |
| Nervous Records                   | Vereinigte Staaten              | New York City        | Sam Weiss und Mike Weiss                                                     | 1991                |              |           |         |                                                                 | |
| Nervous Records                   | Vereinigtes Königreich          |                      | Roy Williams                                                                 | 1979                |              |           |         |                                                                 | |
| Nesola                            | Deutschland                     |                      | Max Herre und Joy Denalane zusammen mit Premium Blend Music Productions GmbH | 2006                |              |           |         |                                                                 | |
| Nessa Records                     | Vereinigte Staaten              |                      | Chuck Nessa                                                                  | 1967                |              |           |         |                                                                 | |
| Netmusiczone Records              | Deutschland                     |                      | Michael „Deville“ Schober, Mannix Strauchner                                 |                     |              | LC 11050  |         | Brainstorm Music Marketing AG                                   | |
| Nettwerk                          | Kanada                          | Vancouver            | Terry McBride, Mark Jowett, Ric Arboit und Dan Fraser                        | 1984                |              |           |         |                                                                 | |
| Network 23                        | Frankreich                      |                      | Spiral Tribe                                                                 | 1994                | 1996         |           |         |                                                                 | |
| Network Records                   | Vereinigtes Königreich          | Birmingham           | Neil Rushton und Dave Barker                                                 | 1988                | 1990er Jahre |           |         |                                                                 | |
| Neurot Recordings                 | Vereinigte Staaten              |                      | Neurosis                                                                     | 1999                |              |           |         |                                                                 | |
| Neurotic Records                  | Niederlande                     |                      | Ruud Lemmen                                                                  | 2003                |              |           |         |                                                                 | |
| Neutral Records                   | Vereinigte Staaten              | New York City        | Glenn Branca                                                                 | Ende 1980er Jahre   |              |           |         |                                                                 | |
| New Alliance Records              | Vereinigte Staaten              | Lawndale             | D. Boon, Mike Watt und Martin Tamburovich                                    | 1980                |              |           |         | SST Records                                                     | |
| New Amsterdam Records             | Vereinigte Staaten              | New York City        | Judd Greenstein, Sarah Kirkland Snider und William Brittelle                 | 2008                |              |           |         |                                                                 | |
| New Earth Records                 | Deutschland                     | München              | Bhikkhu Schober und Waduda Paradiso                                          | 1990                |              |           |         |                                                                 | |
| New European Recordings           | Vereinigtes Königreich          |                      | Douglas Pearce                                                               | 1981                |              |           |         |                                                                 | |
| New Orleans Records               | Vereinigte Staaten              |                      |                                                                              | 1949                | 1978         |           |         |                                                                 | |
| New Red Archives                  | Vereinigte Staaten              | San Francisco        | Nicky Garratt                                                                | 1987                |              |           |         |                                                                 | |
| New Renaissance Records           | Vereinigte Staaten              |                      | Ann Boleyn                                                                   | 1984                |              |           |         |                                                                 | |
| New Rose Records                  | Frankreich                      |                      | Patrick Mathé und Louis Thevenon                                             | 1980                |              |           |         |                                                                 | |
| New Wave Productions              | Libanon                         |                      | Walid Al Massih                                                              | 2007                |              |           |         |                                                                 | |
| New West Records                  | Vereinigte Staaten              | Nashville            | Cameron Strang                                                               | 1998                |              |           |         |                                                                 | |
| New Word Order                    | Deutschland                     |                      | Patrick Soyer                                                                | 2014                |              |           |         |                                                                 | |
| New World Records                 | Vereinigte Staaten              |                      |                                                                              | 1975                |              |           |         |                                                                 | |
| Newhouse Records                  | Vereinigte Staaten              |                      |                                                                              | 2000                |              |           |         |                                                                 | |
| Newmemorabilia Records            | Vereinigtes Königreich          |                      |                                                                              |                     |              |           |         |                                                                 | |
| Nexsound                          | Ukraine                         |                      | Andrey Kiritchenko                                                           | 2000                |              |           |         |                                                                 | |
| Next Plateau Records              | Vereinigte Staaten              | New York City        | Eddie O’Loughlin                                                             | 1984                |              |           |         |                                                                 | |
| NextEra                           | Tschechien                      |                      | Kristian Kotarac                                                             | 1989                |              |           |         |                                                                 | |
| Ngoma                             | Demokratische Republik Kongo    | Kinshasa             | Nicolas Jéronimidis                                                          | 1948                |              |           |         |                                                                 | |
| Nice Dreams Music                 | Spanien                         |                      | G.M.S.                                                                       | 2004                |              |           |         | Spun Records                                                    | |
| Nick Records                      | Vereinigte Staaten              | New York City        | Nickelodeon Sony Music Entertainment Sire Records                            | 1995                |              |           |         | Nickelodeon                                                     | |
| Nicola Delita                     | Jamaika                         |                      |                                                                              | 1978                |              |           |         |                                                                 | |
| Niezależna Oficyna Wydawnicza CDN | Polen                           |                      |                                                                              | 1982                | 1990         |           |         |                                                                 | |
| Night Time Stories                | Vereinigtes Königreich          | London               | Paul Glancy                                                                  | 2009                |              |           | Website |                                                                 | |
| Nighthawk Records                 | Vereinigte Staaten              |                      | Leroy Pierson                                                                | 1976                |              |           |         |                                                                 | |
| Nightmare Records                 | Vereinigte Staaten              |                      | Lance King                                                                   | 1990                |              |           |         |                                                                 | |
| Nightshade Productions            | Deutschland                     | Gelsenkirchen        |                                                                              |                     |              |           |         | WESTCOM, Neue Medien, Tonträger-Produktions- und Vertriebs-GmbH | |
| Nihilist Records                  | Vereinigte Staaten              | St. Louis            | Andy Ortmann                                                                 | 1992                |              |           |         |                                                                 | |
| Nilaihah Records                  | Vereinigte Staaten              | Columbus             | Kristy Venrick                                                               | 1999                |              |           |         |                                                                 | |
| Nimfa Sound                       | Deutschland                     | Augsburg             | Ayhan Uslu                                                                   | 1984                |              | LC 52954  |         | CILEM RECORDS INTERNATIONAL                                     | CILEM RECORDS INTERNATIONAL UG (Haftungsbeschränkt) |
| Ninja Tune                        | Vereinigtes Königreich          |                      | Gruppe Coldcut (Matt Black und Jonathan More)                                | 1990                |              |           |         |                                                                 | |
| Ninthwave Records                 | Vereinigte Staaten              |                      |                                                                              | 2001                |              |           |         |                                                                 | |
| Nippon Columbia                   | Japan                           |                      |                                                                              | 1910                |              |           |         |                                                                 | Wurde 1910 als Nippon Phonograph Company gegründet. 1946 wurde der Namen in Nippon Columbia Company Limited geändert                                                                                                 |
| Nitro Records                     | Vereinigte Staaten              |                      | The-Offspring-Sänger Dexter Holland und The-Offspring-Bassist Greg Kriesel   | 1995                |              |           |         |                                                                 | |
| Nix-Gut Records                   | Deutschland                     |                      | Fraggle, Jürgen Kamm, Andy                                                   | 1994                |              |           |         |                                                                 | |
| Nixa Records                      | Vereinigtes Königreich          |                      | Hilton Nixon                                                                 | 1950                |              |           |         |                                                                 | Das Nixa Label wurde 1953 zum Teil von Pye Radio gekauft und 1955 nach dem Einkauf von Polygon Records mit diesem vereinigt und in Pye Nixa umbenannt. Ab 1987 wurde der Name Nixa von PRT Records wieder verwendet. |
| NMC Music                         | Israel                          |                      |                                                                              | 1964                |              |           |         |                                                                 | |
| No Colours Records                | Deutschland                     |                      | Steffen Zopf                                                                 | 1993                |              |           |         |                                                                 | |
| No Face Records                   | Vereinigtes Königreich          | Brighouse            | Guy Farrow                                                                   | 2003                |              |           |         |                                                                 | |
| No Fans Records                   | Vereinigtes Königreich          |                      | Richard Youngs                                                               | 1990                |              |           |         |                                                                 | |
| No Fashion Records                | Schweden                        | Stockholm            | Tomas Nyqvist                                                                | 1992                | 2004         |           |         |                                                                 | |
| No Fun Records                    | Deutschland                     |                      | Band Hans-A-Plast und dem Musikredakteur Hollow Skai                         | 1979                |              |           |         |                                                                 | |
| No Idea Records                   | Vereinigte Staaten              | Gainesville          |                                                                              | 1985                |              |           |         |                                                                 | |
| No Limit Records                  | Vereinigte Staaten              |                      | Master P                                                                     | 1990                |              |           |         |                                                                 | |
| No Masters                        | Vereinigtes Königreich          |                      | John Tams und Jim Boyes                                                      | 1990                |              |           |         |                                                                 | |
| No Milk Records                   | Vereinigte Staaten              | Jackson (New Jersey) | Kyle Kraszewski und Gregory Edgerton                                         |                     |              |           |         |                                                                 | |
| No Quarter Records                | Vereinigte Staaten              | Philadelphia         | Mike Quinn                                                                   | 2001                |              |           |         |                                                                 | |
| No Records                        | Kanada                          | Halifax              | Waye Mason                                                                   | 1993                | 2004         |           |         |                                                                 | |
| No Remorse Records                | Deutschland                     | Gelsenkirchen        | Charly Rinne                                                                 | 1988                | 1990         | LC 7467   |         |                                                                 | |
| No Remorse Records                | Griechenland                    | Athen                |                                                                              | 2009                |              |           | Website |                                                                 | |
| No Sleep Records                  | Vereinigte Staaten              | Huntington Beach     | Chris Hansen                                                                 | 2006                |              | LC 44381  | Website |                                                                 | |
| NoBusiness Records                | Litauen                         |                      | Valerij Anosov, Danas Mikalilionis und Liudas Mockūnas                       | Ende 2000er Jahre   |              |           |         |                                                                 | |
| NoCopyrightSounds                 | Vereinigtes Königreich          | Manchester           | Billy Woodford                                                               | 2011                |              |           |         |                                                                 | |
| Nocturne Records                  | Vereinigte Staaten              |                      | Roy Harte und Harry Babasin                                                  | 1953                |              |           |         |                                                                 | |
| NoCut Entertainment               | Deutschland                     | Hamburg              | Karl-Heinz Engler                                                            | 2003                |              |           | Website |                                                                 | |
| Noh Poetry Records                | Vereinigte Staaten              | San Francisco        | Don Falcone und Karen Anderson                                               | 1987                |              |           |         |                                                                 | |
| Noise Appeal Records              | Österreich                      | Wien                 | Dominik Uhl und Marion Brogyanyi                                             | 2003                |              |           | Website |                                                                 | |
| NoiseArt Records                  | Österreich                      |                      |                                                                              |                     |              | LC 1277   |         | Rock the Nation                                                 | |
| Noisebox Records                  | Vereinigtes Königreich          | Norwich              | Pete Morgan                                                                  | Anfang 1990er Jahre | 1998         |           |         |                                                                 | |
| Noisehead Records                 | Österreich                      | Kohfidisch           | Mario Jezik                                                                  | 2006                | 2014         |           |         |                                                                 | |
| Noisolution                       | Deutschland                     |                      | Arne Gesemann                                                                | 1995                |              | LC 03318  |         | Vielklang Musikproduktion(bis 2005)                             | |
| Noizgate Records                  | Deutschland                     |                      | Marcus Hartmann                                                              | 2010                |              |           |         |                                                                 | |
| Nonesuch Records                  | Vereinigte Staaten              |                      | Jac Holzman                                                                  | 1964                |              |           |         |                                                                 | Seit 2004 im Besitz des Major-Labels Warner Music Group |
| Noom Records                      | Deutschland                     |                      | Joachim Keil                                                                 | 1993                |              | LC 5220   |         | daredo music GmbH                                               | |
| Nordic Steel                      | Schweden                        | Sollentuna           | Spitfiyah, Iman Russ, Jatrix                                                 | 2006                |              |           |         |                                                                 | |
| Nordland Records                  | Deutschland                     | Berlin               | Ralf und Doreen Megelat                                                      | 1993                | 2006         |           |         |                                                                 | |
| Nordskog Records                  | Vereinigte Staaten              | Santa Monica         | Andrae Nordskog                                                              | 1921                | 1923         |           |         |                                                                 | |
| Nordvis Produktion                | Schweden                        | Arvidsjaur           |                                                                              | 2005                |              |           | Website |                                                                 | |
| Noriq Records                     | Vereinigte Staaten              |                      | IQ und Nor                                                                   | 2002                |              |           |         |                                                                 | |
| Normale Musik                     | Deutschland                     | Berlin               | Audio88 & Yassin                                                             | 2016                |              |           | Website |                                                                 | |
| Northern Records                  | Vereinigte Staaten              |                      | Jeff Anderson                                                                | 1999                |              |           |         |                                                                 | |
| Northern Silence Productions      | Deutschland                     | Annaberg-Buchholz    |                                                                              | 2003                |              |           |         |                                                                 | |
| NorthernBlues Music               | Kanada                          |                      | Fred Litwin                                                                  | 2000                |              |           |         |                                                                 | |
| NorthSide                         | Vereinigte Staaten              | Minneapolis          | Rob Simonds                                                                  | Ende 1990er Jahre   |              |           |         |                                                                 | |
| Norton Records                    | Vereinigte Staaten              | New York City        | Miriam Linna und Billy Miller                                                | 1986                |              |           |         |                                                                 | |
| Not Lame Recordings               | Vereinigte Staaten              | Fort Collins         | Bruce Brodeen                                                                | 1994                |              |           |         |                                                                 | |
| Not Two Records                   | Polen                           |                      |                                                                              | 1998                |              |           |         |                                                                 | |
| Nothing Records                   | Vereinigte Staaten              |                      | Trent Reznor und John Malm                                                   | 1992                | 2004         |           |         | Interscope Records                                              | |
| NOTHingness REcords               | Belgien                         | Denderleeuw          | Miguel Boriau                                                                | 2003                | 2007         |           | Website |                                                                 | |
| Nova                              | Deutsche Demokratische Republik | Berlin               |                                                                              | 1969                | 1989         |           |         |                                                                 | |
| Nova Zembla                       | Belgien                         |                      |                                                                              |                     |              |           |         |                                                                 | |
| Novamute                          | Vereinigtes Königreich          | London               | Daniel Miller, Mick Paterson, Pepe Jansz, Seth Hodder                        | 1992                | 2005         | LC 27959  | Website | Mute Records                                                    | |
| Now-Again Records                 | Vereinigte Staaten              | Los Angeles          | Chris Manak                                                                  | 1996                |              |           |         |                                                                 | |
| NPG Records                       | Vereinigte Staaten              |                      | Prince                                                                       | 1993                |              | LC 04876  |         |                                                                 | Wird postum von The Prince Estate verwaltet |
| NS-Records                        | Dänemark                        |                      | Marcel Schilf                                                                | 1995                | 1997         |           |         |                                                                 | |
| Ntone                             | Vereinigtes Königreich          | London               |                                                                              | 1994                |              |           |         | Ninja Tune                                                      | |
| NTT Publishing Co.                | Japan                           | Tokio                |                                                                              | 1987                |              |           |         |                                                                 | |
| Nuclear Blast                     | Deutschland                     | Donzdorf             | Markus Staiger                                                               | 1987                |              | LC 07027  | Website |                                                                 | |
| Nuclear War Now! Productions      | Vereinigte Staaten              |                      | Yosuke Konishi                                                               | 2001                |              |           |         |                                                                 | |
| Nude Records                      | Vereinigtes Königreich          | London               | Saul Galpern                                                                 | 1991                |              |           |         |                                                                 | |
| Nukleuz                           | Vereinigtes Königreich          | London               | Peter Pritchard                                                              | 1996                |              |           |         | UK Media Records                                                | |
| Nulll Records                     | Belgien                         | Aalst                | Stijn van Cauter                                                             | 2000 2019           | 2011         |           | Website |                                                                 | |
| Numa Records                      | Vereinigtes Königreich          |                      | Gary Numan                                                                   |                     |              |           |         |                                                                 | |
| Nuphonic                          | Vereinigtes Königreich          | London               | Sav Remzi und David Hill                                                     | 1994                | 2002         |           |         |                                                                 | |
| NUX Organization                  | Japan                           |                      | Zeni Geva                                                                    |                     |              |           |         |                                                                 | |